# Typhlodromus ernesti
Typhlodromus ernesti är en spindeldjursart som beskrevs av Emile Enrico Ragusa och Swirski 1978. Typhlodromus ernesti ingår i släktet Typhlodromus och familjen Phytoseiidae. Inga underarter finns listade i Catalogue of Life.